# Killradio
Killradio é uma banda californiana de punk rock formada em 2001 na cidade Northridge, Califórnia. A banda misturava diversos estilos musicais, incluindo hardcore punk, punk rock, ska, hip-hop, funk e alguns elementos do reggae, porém o gênero oficial da banda era o punk rock.
Suas músicas mais conhecidas são "Scavenger" e ''Do you know?(A knife in your back)''. Ambas músicas que ficaram conhecidas por serem uma das principais músicas nos jogos de corrida Need For Speed: Underground 2 e ATV Offroad Fury 3 respectivamente. No ano de 2009 a banda anunciou oficialmente o seu fim.
Após um hiato de 10 anos a banda retornou com um novo membro, 4 Eps e um novo álbum chamado 'This Land Is Our Land?'.

## Membros
- Brandon Jordan - vocal, guitarra
- Todd "Dirty" Bondy - baixo, backing Vocal
- Sergio "Duke" Reyes - bateria
- Jasten King - vocal, guitarra

## Discografia

### Álbuns de estúdio
| Ano  | Título                  |
| ---- | ----------------------- |
| 2003 | eMpTy-V Generation (EP) |
| 2004 | Off With His Head (EP)  |
| 2004 | Raised On Whipped Cream |
| 2008 | Good Americans (EP)     |
| 2019 | This Land Is Our Land ? |

### Clipes
- Do You Know (Knife In Your Back)
- Scavenger
- Sugar and Sand

### Aparecimentos em jogos
| Música                             | Jogo                              | Ano  |
| ---------------------------------- | --------------------------------- | ---- |
| "Scavenger"                        | Need for Speed: Underground 2     | 2004 |
| "Do You Know (Knife In Your Back)" | ATV: Offroad Fury: Blazing Trails | 2005 |
| "Kill Pop"                         | ATV: Offroad Fury: Blazing Trails | 2005 |

## Turnê
Killradio já dividiu palco em turnê com várias bandas de grande repercussão, inclusive: Zebrahead, Mindless Self Indulgence, Jello Biafra, Moneen, Rise Against, Coheed and Cambria, Alexisonfire, e Billy Talent. Além disso, eles têm sido destaque na Warped Tour.